# محمدرضا حیاتی
محمدرضا حیاتی (زادهٔ ۲۷ دی ۱۳۳۴ در آبادان) گویندهٔ خبر ایرانی است. او برخی از مهم‌ترین اخبار ایران، مانند خبر درگذشت سید روح‌الله خمینی را گزارش کرده است.
او دانش‌آموختهٔ رشتهٔ علوم سیاسی است. حیاتی کار خود را از سال ۱۳۵۵ و از رادیو و در یک برنامهٔ اجتماعی آغاز کرد و مدتی هم در بخش نمایش‌نامه‌های رادیویی فعال بود. وی کار گویندگی خبر در تلویزیون را از صداوسیمای مرکز خوزستان شروع کرد و در دهه ۶۰ وارد معاونت سیاسی صداوسیما شد و طی سه دهه فعالیت، گویندگی اخبار رادیو سراسری، شبکه یک سیما و شبکه جهانی جام‌جم را بر عهده داشت.
حیاتی در ۲ تیر ۱۳۹۴ در ۵۹ سالگی، پس از ۳۴ سال گویندگی، بازنشسته شد، اما با موافقت رئیس سازمان صدا و سیما به ادامهٔ گویندگی پرداخت اما در خرداد ۱۳۹۹ و پس از مصاحبه‌ای که در آن خود را یکی از ارادتمندان به ابی معرفی کرد، از طرف صدا و سیما کنار گذاشته شد. وی هم‌اکنون مجری رسمی تلویزیون اینترنتی آن‌نیوز (رسانه تصویری آن) است.

## حواشی
وی در سال ۱۳۹۸ حین گزارش خبری درخصوص برگزیت، برای تشبیه شرایط دولت بریتانیا در مواجه با آن از اصطلاح «نشستن بر روی اره» استفاده کرد. این ضرب‌المثل در زبان عامیانه اصطلاحی بی ادبانه برای اشاره به شرایط بغرنجی است که برون رفتن از آن دشوار می‌باشد. این مسئله انتقادات فراوانی را متوجه محمدرضا حیاتی بابت استفاده از چنین ضرب‌المثلی کرد. حیاتی در دفاع از خود اظهار داشت که جمله فوق را از روی متن خبر در لحظه ضبط خوانده و حتی اگر پیش از آن نیز متن را می‌دید اختیاری برای تغییر آن نداشته است.
وی در خرداد ۱۳۹۹، در یک مصاحبه در واکنش به جدال بین همسر ابی و محسن چاوشی، ارادت خود را به ابی ابراز کرد و صدای ابی را صدای چند نسل خاطره دانست. او همچنین در مصاحبه با روزنامه هفت صبح با اشاره به برخی خواننده‌ها از جمله جواد یساری گفت: «چرا نباید چنین خواننده‌ای در کشور بخواند؟ ونیز به ممنوع شدن فعالیت چندین ساله مرحوم محمدعلی فردین اشاره کرد وگفت شاید این حرف به عده‌ای بربخورد ولی اینجور آدم‌ها نه با نظام و نه با کشور مشکل دارند. حتی مؤمن هستند و از لحاظ عقیدتی پایبندی به دین دارند و عاشق وطن خود هستند».
وی بلافاصله بعد از آن مصاحبه، با انتشار تصویر ویدیویی خود بدون ذکر نام ابی اعلام کرد که از محتوای این جدال بی‌خبر بوده است.
چند هفته بعد حیاتی اعلام کرد که از سازمان صدا و سیما با وی تماس گرفته و گفته‌اند فعلاً به صدا و سیما نیایید.
چند روز بعد ابی در یک پست اینستاگرامی به ماجرای آقای حیاتی، مجری با سابقه تلویزیون ایران واکنش نشان داد. ابراهیم حامدی نوشت: «با خبر شدم که جناب حیاتی به دلیل اعلام علاقه شخصی شان به بنده، ممنوع‌التصویر شده‌اند. باید اعتراف کنم که بسیار متأسف شدم و هنوز بعد از چهل و یک سال تبعید نمی‌دانم من و هنرمندانی چون من مرتکب چه گناهی شده بودیم به جز اهدای شادی به مردم و خواندن از آزادی، که تا به امروز طرفداران و علاقمندانمان تحت فشار و زور هستند. برای آقای حیاتی آرزوی زندگی آرام در کنار خانواده دارم.»